# Sethianisme
Sethianisme is de naam die door een aantal auteurs uit de oudheid en iets later vanaf de derde eeuw is gegeven aan een of meerdere gnostische groeperingen. Al die auteurs waren bestrijders van wat zij als ketterij zagen. De naam sethianen voor deze gelovigen is ontleend aan Seth, de derde zoon van Adam na Kaïn en Abel. Het is zeer onaannemelijk dat deze gelovigen zichzelf sethianen noemden.
In de kosmogonie van deze groepen had Seth een betekenis die even belangrijk was als die van Christus en werd Christus ook wel geïdentificeerd met Seth als manifestatie van dezelfde goddelijke entiteit. Deze gelovigen zagen zichzelf als de nakomelingen of “het zaad” van Seth. Zij hadden een aantal heilige boeken met openbaringen over Seth, waarvan de meeste pas bekend zijn na de vondst van de Nag Hammadigeschriften in 1945. Dat zijn koptische vertalingen van teksten die oorspronkelijk in het Grieks moeten zijn geschreven.
Op het vakgebied is er begin eenentwintigste eeuw nog steeds een academisch debat in hoeverre die gelovigen nu wel of niet behoorden tot een duidelijk te onderscheiden aparte geloofsgroep dan wel er sprake is van meerdere meer heterodoxe groepen met ook lang niet altijd identieke geloofsopvattingen.

## Auteurs uit de oudheid en vroege middeleeuwen over de sethianen
De eerste auteur die over sethianen berichtte was Hippolytus van Rome (ca. 170-235). In zijn Refutatio Omnium Haeresium (Weerlegging van alle ketterijen) beschrijft hij onder meer tweeëndertig gnostische groepen. Hij beschouwt hun opvattingen als geworteld in de oude klassieke filosofie. Volgens Hippolytus bestudeerden de sethianen onder meer de doctrines, zoals die onderwezen werden door Andronicus van Rhodos van de Peripatetische School. Hij meldt dat een van de “ontelbare verhandelingen“ waarover de groep beschikte de titel de Parafrase van Seth heeft. Het is mogelijk, dat dit bericht aanleiding tot de benaming sethianen heeft gegeven. Ook Origenes (184/185 – 253/254) heeft een korte vermelding van de sethianen
Pseudo-Tertullianus, de naam voor een onbekende auteur die een appendix schreef bij een werk van Tertullianus, is de eerste die in zijn Adversus Omnes Haereses de prominente positionering van Seth vermeldt. Hij schrijft dat de sethianen de opvatting hebben dat Kaïn en Abel gecreëerd werden door de engelen, maar dat er een macht boven alle andere machten was, die de Moeder genoemd wordt. Deze Moeder baarde Seth om de engelen te vernietigen. De Moeder creëerde ook de zondvloed om een ras te vernietigen dat ontstaan was uit een gemeenschap van engelen en mensen. Op de ark van Noach was echter ook Cham aanwezig die van de engelen afstamde. Als gevolg daarvan bleef het kwaad ook na de zondvloed in de wereld aanwezig. Later verscheen Seth als Jezus Christus. In veel gnostische literatuur wordt de figuur van deze Moeder ook benoemd als Barbelo.
Epiphanius van Salamis (ca. 310-403) in zijn geschrift Panarion en Filastrius van Brescia (overleden voor 397) in  Diversarum haereseon liber melden min of meer hetzelfde. Epiphanius benoemt verder een aantal heilige boeken van de sethianen, die aan Seth en zijn zeven zonen worden toegeschreven. Want zij zeggen, dat hij zeven zonen had, die zij vreemdelingen noemen. De titel van een van de boeken Allogenes (Vreemdelingen) verwijst ook naar de zeven zonen. Theodoretus van Cyrrhus (ca. 390- ca. 460) identificeert de sethianen vooral met een andere groep, de ophieten.
Theodore Bar Konai, een kerkvader van de Kerk van het Oosten schreef over de sekte van de anthropomorphiten, die het geloof had dat God een volstrekt menselijke vorm had. Hij benoemde en beschreef een aantal van hun boeken. Een deel van de inhoud van die boeken heeft grote parallellen met inhoud uit sethiaanse literatuur. Ook in het manicheïsme heeft de figuur van Seth een belangrijke rol gespeeld. Hij behoort met Noach, Abraham, Sem en Enoch tot de belichamingen van het goddelijke Nous. Tot de literatuur van het manicheïsme behoort een Apocalypse van Seth die aan Mani wordt toegeschreven. Serapion van Thmuis beschrijft een voorganger van Mani die de naam Sithianus heeft.
Een aantal elementen uit de boeken van Theodore Bar Konai zijn ook te vinden in rapporten van nog latere schrijvers, zoals Agapius van Hierapolis (tiende eeuw) en Bar-Hebraeus (1226-1286). Zij vermelden een kosmogonie, die overeenkomsten heeft met delen van de sethiaanse literatuur. Hierin creëren de Vader van het Leven en de Moeder van het Leven tezamen vele goden. De Vader creëert een engel die alle andere engelen weer creëert. De Vader creëert ook Eva, die van hem zwanger wordt en een ras produceert dat zich vermenigvuldigt. Het menselijk lichaam ontstaat uit de materie, de ziel is van de stof van de Vader. De Tegenstander (de Duivel) slaagt erin een stofdeel van de Vader te stelen en zendt dat in de wereld om de mensheid op te roepen de Tegenstander te vereren. De Vader van het Leven wordt hierop zeer boos en doodt en kruisigt Christus.
De meeste auteurs uit de Oudheid en iets later leggen bij het beschrijven van de sethianen de nadruk op het door hen schrijven van veel literatuur. Geen van die auteurs vertelt echter iets over de organisatie van de gelovigen, hun liturgische of sacramentele gebruiken. Die auteurs definiëren sethianen vrijwel uitsluitend op basis van het gebruik van de door hen beschreven sethiaanse literatuur.
De geschriften van auteurs zoals Theodore Bar Konai en Bar-Hebraeus suggereren, dat het schrijven van sethiaanse literatuur en kosmogonie niet voorbehouden was aan een specifieke religieuze groep, maar dat meerdere groepen hiervoor verantwoordelijk waren.

## Sethiaanse traditie
Een poging om iets meer over een sethiaanse traditie of identiteit te weten te komen kan dus alleen op basis van analyse en interpretatie van door die gelovigen nagelaten geschriften. Door wetenschappers op het vakgebied is dan ook gepoogd om op basis van min of meer gelijke onderscheidende kenmerken een collectie literatuur te benoemen die als sethiaans kan worden geduid. In het vakgebied is er geen volstrekte overeenstemming over de omvang van die collectie en ook over de datering van de vroegste geschriften is discussie. Over het sethiaanse karakter van een aantal van die Nag Hammadigeschriften bestaat echter wel consensus.
Alle auteurs op het vakgebied benoemen het Heilige boek van de grote onzichtbare Geest, dat ook wel aangeduid wordt als het Evangelie van de Egyptenaren. Het centrale thema in het boek is de noodzaak de wereld te bevolken met het zaad, de nakomelingen van Seth, nodig om het kwaad dat door slechte engelen is gecreëerd te bestrijden. Het grote probleem wat getracht wordt hiermee op te lossen is de ongerijmdheid tussen een imperfect materieel rijk en een perfect spiritueel rijk. Het zaad van Seth draagt het goddelijke in zich en de verspreiding van het zaad leidt tot een verzoening van de wereld met het goddelijke. Het Heilige Boek verwijst naar een zeer lange strijd tussen dat zaad van Seth en krachten van het kwaad. Het boek verwijst naar een Logos verwekt heilig voertuig voor dat zaad van Seth richting maagden. Dit deel eindigt als Seth in een Logos verwekt lichaam in het geheim door maagden gezonden wordt. De uit een maagd geboren Jezus was dus niemand anders dan Seth.
Andere geschriften waarover ten aanzien van dit aspect in het vakgebied overeenstemming bestaat is het Geheime Boek van Johannes, Wezen van de Wereldheersers en de Openbaring van Adam. Hierin geeft Adam aan Seth een door hem ontvangen openbaring door. Daarin vertelt Adam de geschiedenis van de wereld. Aanvankelijk waren hij en Eva machtiger dan hun Schepper. Maar hun kennis ging verloren, toen de demiurg hen scheidde. Adam voorspelt meer pogingen van de demiurg om de mensheid te vernietigen, waaronder die van de zondvloed, maar uiteindelijk zal er een Illuminator komen, die het zaad van Seth zal redden door middel van werkelijke kennis en de heilige doop.
Zostrianus, Allogenes, Marsanes en de Drie Stèles van Seth zijn kenmerkend voor de latere fase van de sethiaanse literatuur waarin de platonische elementen dominant zijn.

## Poging tot constructie van een geschiedenis
Er zijn op het vakgebied pogingen gedaan om op basis van analyse van de sethiaanse literatuur iets meer te zeggen over de geschiedenis van de beweging. Er is consensus dat een belangrijk liturgisch aspect van de beweging een nadruk is op een bijzondere wijze van dopen. De feitelijke wijze van dopen is echter ook nu nog volstrekt onduidelijk.
Over de datering van een aantal van de vroegste teksten en daarmee de datering van het ontstaan van de beweging is er in het vakgebied een debat. Er zijn auteurs die het ontstaan van de teksten dateren in de eerste eeuw, anderen dateren het niet vroeger dan de tweede en begin derde eeuw. Auteurs die de laatste opvatting hebben, zijn van mening dat er geen overtuigend bewijs is dat de oorsprong van de mythen over Seth en zijn zaad getraceerd kunnen worden naar de vroegste christelijke geschriften of naar prechristelijke joodse bronnen. Die auteurs zijn van opvatting dat voor zover elementen uit die bronnen in de sethiaanse teksten voorkomen dit een latere “ sethianisatie“ is van mythen ontstaan uit tradities die uit de tweede eeuw dateren en geassocieerd kunnen worden met schrijvers als Basilides en Valentinus. De voor deze bewegingen typerende demotie van de joodse god van het Oude Testament tot een demiurg zouden pas latere uitgangspunten geworden zijn als gevolg van de invloed van bijvoorbeeld het Evangelie volgens Johannes, geschriften van Paulus en het platonisme.
John D. Turner is een van de auteurs die het ontstaan van de beweging eerder dan de tweede eeuw dateert. Hij heeft een poging gedaan iets van een geschiedenis van die beweging te construeren. In beknopte vorm is de essentie daarvan, dat het sethianisme ontstond als een niet-christelijke beweging in de eerste eeuw v. Chr. en de eeuw daarna. Die beweging legde de nadruk op de verlichting door de goddelijke wijsheid van Seth en verwachtte ook de komst van Seth. Later in de eerste eeuw kreeg de beweging een meer christelijk karakter door het identificeren van Christus met Seth.
Vanaf het eind van de tweede eeuw begon het sethianisme zich meer te vervreemden van een steeds orthodoxer wordend christendom en begon zich te richten op de meer individuele contemplatieve praktijken van het platonisme van de derde eeuw. Aan het eind van de derde eeuw raakte het ook vervreemd van orthodoxe platonisten en was er sprake van toenemende invloed van neoplatonisten. Daarna fragmenteerde de beweging in veel meer groepen, zoals de borboriten en andere, waarvan enkele tot in de middeleeuwen hebben bestaan.